# Institut national de la jeunesse et des sports (Côte d'Ivoire)
Pour les articles homonymes, voir INJS.
L'Institut national de la jeunesse et des sports (INJS) est un établissement public d'enseignement supérieur  ivoirien fondé en 1961.

## Historique
Situé en Côte d'Ivoire, plus précisément dans la ville d'Abidjan, l'Institut National de la Jeunesse et des Sports (INJS) est un établissement d'enseignement supérieur. Fondé en 1961, il propose une gamme de formations spécialisées dans les domaines de la jeunesse et des sports.

## AS INJS
L'Institut comprend un club sportif, l'AS INJS et un stade, le stade INJS.
L'équipe masculine de volley-ball est sacrée championne de Côte d'Ivoire pour la septième fois, et la quatrième fois consécutivement, en 2023. Le club a notamment remporté le doublé Coupe-Championnat en 2021. Son Directeur actuel est Mr Sanogo Anzoumana Habib, qui a pris fonction le 28 Décembre 2012

## Offre de formation
Des cursus axés sur la gestion du sport, l'éducation physique, la psychologie du sport, la sociologie du sport, ainsi que sur l'encadrement et l'animation des jeunes est offert pendant la formation des étudiants. Avec son expertise reconnue dans le domaine du sport, l'INJS offre aux étudiants une formation de qualité pour les préparer à des carrières prometteuses dans le secteur du sport et de la jeunesse en Côte d'Ivoire.

## Débouchés
- Entraîneur sportif dans des clubs ou des équipes nationales
- Professeur d'éducation physique dans les écoles primaires et secondaires
- Consultant en gestion du sport pour des entreprises ou des organisations sportives
- Psychologue du sport travaillant avec des athlètes professionnels ou des équipes sportives
- Chercheur en sociologie du sport dans des instituts de recherche ou des universités
- Animateur jeunesse dans des centres communautaires ou des camps de vacances
- Responsable de projets sportifs dans des organisations internationales de développement